# Chiara Mormile
Chiara Mormile (Roma, 30 maggio 1995) è una schermitrice italiana, specializzata nella sciabola.

## Biografia
È entrata a far parte nel 2013 del gruppo sportivo esercito.
Il 30 giugno 2023 ha vinto la medaglia d'argento nella gara a squadre di sciabola ai III Giochi europei di Cracovia, con la sconfitta in finale per 38-45 contro la Francia, insieme alle altre tre sciabolatrici Rossella Gregorio, Martina Criscio e Eloisa Passaro.
Ai Giochi della XXXIII Olimpiade del 2024 viene eliminata ai sedicesimi di finale del torneo di sciabola individuale femminile dalla francese Cécilia Berder per 15-10.

## Palmarès

### Risultati élite
In carriera ha ottenuto i seguenti risultati:
Europei
Individuale
A squadre
- Bronzo nella sciabola ad Genova 2025

Giochi europei
Individuale
A squadre
- Argento nella sciabola a Cracovia 2023

Universiadi
Individuale
- nella sciabola a Taipei 2017

A squadre
Giochi del Mediterraneo
Individuale
- Argento nella sciabola a Orano 2022

Campionati italiani
Individuale
- Oro nella sciabola a Gorizia 2017
- Argento nella sciabola a Roma 2016
- Bronzo nella sciabola a Torino 2015

A squadre
- Oro nella sciabola a Milano 2018
- Argento nella sciabola a Torino 2015
- Argento nella sciabola a Gorizia 2017
- Argento nella sciabola a Palermo 2019
- Argento nella sciabola a Piacenza 2025
- Bronzo nella sciabola a Roma 2016

### Risultati giovani
Mondiali giovani
Individuale
A squadre
- Oro nella sciabola a Tashkent 2015

Mondiali cadetti
Individuale
- Argento nella sciabola a Mar Morto 2011

Europei Under-23
Individuale
- Oro nella sciabola a Plovdiv 2016

A squadre
- Oro nella sciabola a Plovdiv 2016
- Argento nella sciabola a Tbilisi 2014

Europei giovani
Individuale
A squadre
- Bronzo nella sciabola a Maribor 2015

Europei cadetti
Individuale
- Bronzo nella sciabola a Parenzo 2012

A squadre
- Oro nella sciabola a Klagenfurt 2011
- Argento nella sciabola a Parenzo 2012